# El Chapulín Colorado
El Chapulín Colorado (bra: Chapolin) é um seriado de televisão de comédia mexicano criado, escrito, dirigido e protagonizado por Roberto Gómez Bolaños. Produzido pela Televisa e exibido por suas emissoras de 28 de fevereiro de 1973 a 26 de setembro de 1979, com sete temporadas e 291 episódios, o seriado apresenta Chapulín Colorado, uma sátira de super-herói que aparece quando é chamado por quem precisa de ajuda mas que, por ser atrapalhado, acaba provocando confusões.
Bolaños interpretou Chapulín pela primeira vez em 1970 no programa de esquetes Chespirito, seu nome artístico, que ele escrevia para a Televisión Independiente de México (TIM). Gradualmente, com o sucesso, o personagem obteve mais espaço na atração, até que, em 1973, após a fusão da TIM com o Telesistema Mexicano, criando a Televisa, ganhou um seriado próprio com 20 minutos de duração, assim como El Chavo del Ocho (no Brasil, Chaves), outro personagem de Chespirito oriundo do antigo programa. O elenco principal contava com Ramón Valdés, María Antonieta de las Nieves (que já atuavam desde o começo do programa Chespirito), Carlos Villagrán, Florinda Meza, Rubén Aguirre, Edgar Vivar, Horacio Gómez Bolaños, Angelines Fernández e Raúl "Chato" Padilla. Os atores interpretavam diferentes personagens a cada episódio, sendo que alguns antagonistas de Chapolin também apareciam recorrentemente.
El Chapulín Colorado é um dos maiores êxitos da Televisa ao lado de El Chavo, exibido em praticamente todo o mesmo período, continuando a ter esquetes produzidos em uma nova versão do programa Chespirito nas décadas de 1980 e 1990. O sucesso tornou o seriado o primeiro exportado pela televisão mexicana, principalmente para quase todos os países da América Latina, impactando a cultura popular do continente por seu humor pastelão e pela figura de um super-herói local, ainda que sem grandes poderes, em contraponto aos dos Estados Unidos. Comercialmente, o personagem também foi representado em histórias em quadrinhos, turnês e jogos eletrônicos, além de ter ganho uma série animada em 2015.

## Produção

### Antecedentes
Em 1968, Roberto Bolaños escrevia roteiros para o programa Cómicos y canciones, estrelado pela dupla de comediantes "Viruta e Capulina". O programa chegou ao fim naquele ano mas, com o sucesso que o programa obteve, Roberto passou a escrever roteiros de humor para diversos comediantes. Foi quando o produtor Sergio Peña o contratou para trabalhar na Televisión Independiente de México e ofereceu-lhe um programa com duração de meia hora. Roberto então escreveu e atuou na série El ciudadano Gómez, que foi muito elogiada, apesar de só ter durado treze episódios. Depois desse programa, Sergio Peña ofereceu a Bolaños o trabalho de escreveu roteiros para quadros do programa Sábados de la fortuna. Seriam duas ou três intervenções de oito a dez minutos cada, todos os sábados. Bolaños criou, então, o quadro Los supergenios de la mesa cuadrada. Em 1970, a emissora Televisión Independiente de México resolve aumentar para uma hora o tempo de exibição dos projetos de Bolaños, que teria, agora, um programa só seu. Os quadros foram unificados e criou-se o Programa Chespirito, que era exibido às quintas-feiras em horário nobre, e incluía diferentes esquetes de humor.
Foi então que nasceu o Chapolin Colorado em 1970. Em 26 de novembro de 1970, foi ao ar o primeiro episódio de Chapolin, ainda como uma esquete, dentro do programa Chespirito. O primeiro episódio foi "O Casamento Forçado". O herói foi bem aceito e ofuscou o maior sucesso de Bolaños até então, Los Supergenios de la Mesa Cuadrada, e ganhou espaço próprio em 1973. Os estilos de humor dos dois programas eram bem diferentes: "Los supergenios" fazia piada em cima de notícias do dia-a-dia, lidando com o factual e muitas vezes se referindo a questões políticas; tinha, portanto, um humor datado, além de ser um programa eminentemente adulto. Chapolin, ao contrário, não tinha piadas datadas, o que permitiu que o programa durasse muito tempo; mostrava um herói atrapalhado tentando ajudar quem o chamasse. Possuía um humor abrangente e, assim, mais comercial. Pela sua fama, o herói acabaria sendo vendido a uma empresa de hipermídia (a DC Comics do México) em 1975, e foi ficando cada vez mais famoso no tanto na América do Norte quanto em toda a América Latina.

### Concepção

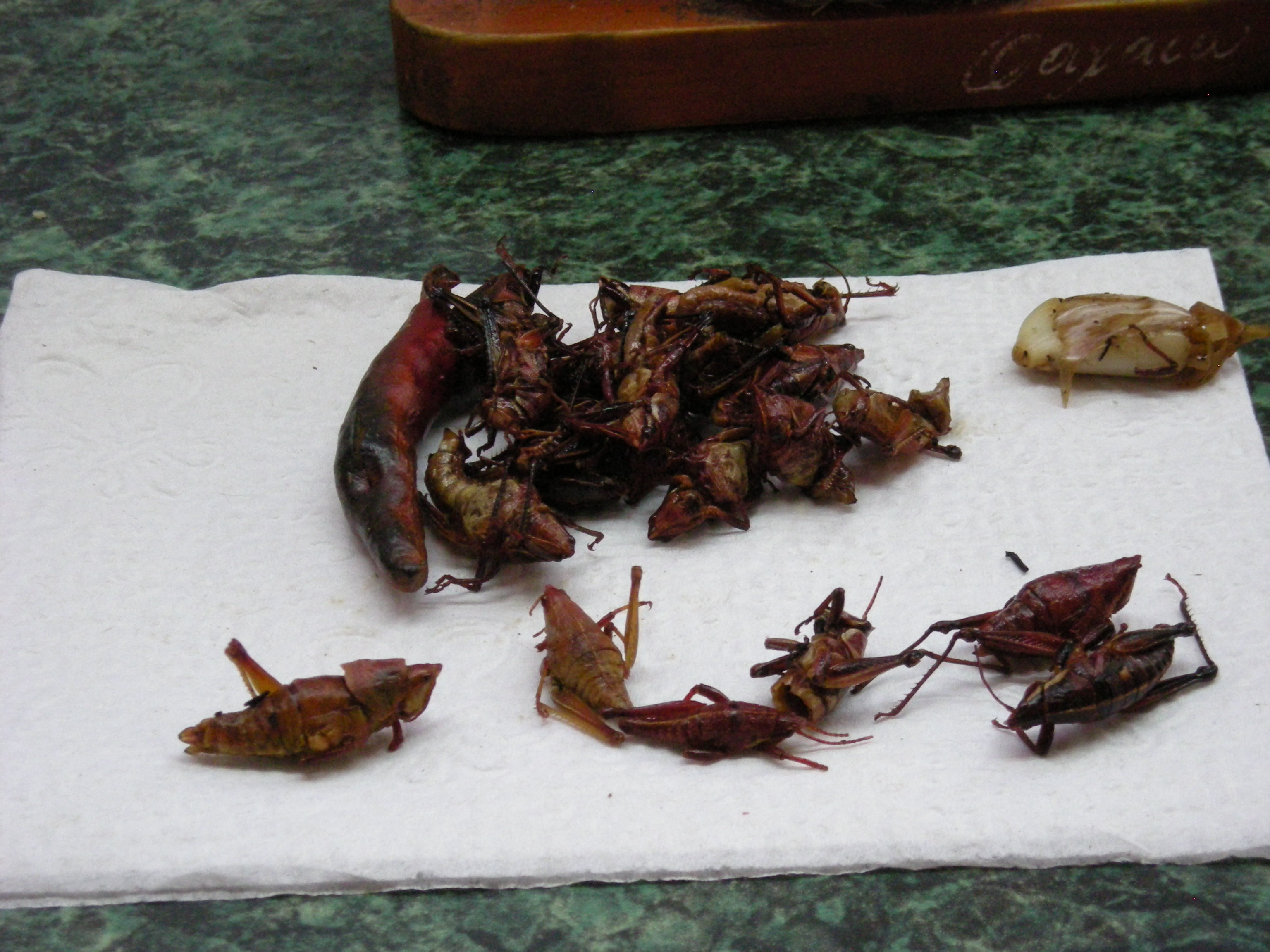
Alguns gafanhotos-do-milho fritos (chapulines).

Na ocasião da primeira confecção do uniforme, só havia quatro cores de tecido na emissora: azul, preto, branco e vermelho. Preto não era interessante porque, para Chespirito, dava a impressão de luto. Branco também era ruim para a televisão, por ser uma cor muito clara, que refletia no vídeo analógico da época. Azul inviabilizava o uso do chroma key, recurso que Chespirito planejava usar. Optou-se, então, pelo vermelho, não porque contivesse algum significado especial, mas por simples eliminação. E assim surgiu o "colorado" ("avermelhado") do nome do personagem. Bolaños até chegou a cogitar o nome "El Chapulín Justiciero", mas logo percebeu a carga moral que esse nome trazia. Como a intenção não era política e sim cômica, "Colorado" foi o escolhido.
Baseado na cor escolhida Bolaños teve a ideia de fazer do super-herói um gafanhoto. Isso porque, no México, há uma espécie de gafanhoto vermelho conhecido como chapulín, que é usado na alimentação. A palavra chapulín vem do náuatle, língua dos astecas, e significa "grilo, gafanhoto". Em se tratando de super-heróis, é comum que tenham estampada em seus uniformes a primeira letra de seus nomes, mas Chapolin tem duas: (CH). Entretanto, no alfabeto espanhol, o dígrafo CH foi considerado (até 1994) como uma única letra ("che", pronunciada /tʃe/), mesmo que seja escrita com dois caracteres. Os nomes de todos os personagens de Roberto Gómez Bolaños começam com "CH".

## Elenco e personagens

Chespirito caracterizado como Chapolin Colorado

Chespirito tinha feito o personagem para que outros atores o interpretassem como um filme, e que rapidamente foi rejeitado devido as características do personagem. O próprio Chespirito abandonou esta ideia e o fez como um quadro em seu programa, dando vida ao personagem. O seriado tinha apenas o protagonista como personagem fixo, mas possuía alguns personagens que frequentemente apareciam em episódios, como os vilões Quase Nada, Tripa Seca, Nenê, entre outros. Em alguns episódios, a crítica aos heróis norte-americanos se torna ainda mais visível, com as aparições de Super Sam, interpretado por Ramón Valdés, um super-herói tipicamente norte-americano. O personagem tem em seu uniforme as cores da bandeira dos Estados Unidos, utiliza expressões em inglês, e carrega um saquinho de dinheiro, numa crítica direta ao capitalismo selvagem dos Estados Unidos. Chapolin é um personagem atemporal. Aparece nos lugares mais exóticos das mais variadas épocas: no Velho Oeste, na Idade Média, no Renascimento ou até no espaço sideral. Para que Chapolin apareça de qualquer lugar, sem o menor aviso, basta que alguém pronuncie as palavras "Oh! E agora quem poderá me defender?" e ele surge, frequentemente tropeçando em alguma coisa e sempre respondendo ao apelo: "Eu!". A começar pela entrada nada triunfal, o herói não impõe muito respeito e quase sempre é ridicularizado por seus inimigos.
Com exceção de Chespirito, o elenco geralmente interpretava personagens diferentes a cada episódio. Normalmente, os personagens a serem salvos tinham o mesmo nome do ator ou atriz que o interpretava, e muitas vezes os atores faziam papeis similares como Florinda Meza sendo uma donzela e Carlos Villagrán como seu marido.
Ao longo dos anos, o elenco atuante no seriado pouco mudou. Todo elenco fixo de El Chavo del Ocho participou da série, sendo que María Antonieta de Las Nieves era regular até meados de 1973 quando ela saiu do programa para trabalhar em outra emissora. Maria retornou em 1975 e a partir daí passou a ser recorrente, como Angelines Fernández, Horácio Gomez Bolaños e Raul Padilla (que entrou no elenco a partir de 1979) foram recorrentes durante toda série, participando geralmente de episódios que exigiam um elenco superior a cinco ou seis atores.
Abaixo estão listados o nome de cada ator e o personagem ao qual interpretava. Após o ponto-e-vírgula, estão os personagens de aparição recorrente.
- Roberto Gómez Bolaños: Chaves; Chapolin; Doutor Chapatín; Chompiras.
- Carlos Villagrán: vários personagens; Carlos; Quase Nada; Bebê Jupteriano; Quico; Homem Nuclear; Filho da Bruxa Baratuxa; Honorável Medidor de Luz; Seu Trocadeiro.
- Ramón Valdés: vários personagens; Tripa Seca, Peterete, Pirata Alma Negra, Super Sam; Seu Madruga; Racha Cuca; O Abominável Homem das Neves; Rei da Tribo dos Discotecas; Mão Negra; Kassamba Urinawa; cientista louco.
- Florinda Meza: várias personagens; Celina, Rosa Rumorosa; Mocinha; Nissei; Diaba (na festa à fantasia); Dona Florinda; Popis; Princesa do Alfaiatezinho Valente; Branca de Neve.
- Rubén Aguirre: vários personagens; Rubén; Poucas Trancas; Matadouro; Nenê; Professor Girafales.
- Edgar Vivar: vários personagens; Rei Bola Barigola; Botina; Severiano Mirón; Garrafa; Pança Louca; Almôndega; Nhonho.
- Angelines Fernández: várias personagens; a louca dos dinossauros; a aia da Princesa do Alfaiatezinho Valente; Rainha Má (transformada em velhinha).
- María Antonieta de las Nieves: várias personagens; Bruxa Baratuxa; Mocinha; Fã do Chapolin; Rainha Má  (jovem); Chiquinha; Dona Neves.
- Horacio Gómez Bolaños: vários personagens; Lagoa Seca; Pepe; Falso Chapolin; Godinez; Chato Resto.
- Raúl Padilla: vários personagens; Raul
- Arturo García Tenorio: Bebê Jupiteriano; bandido de uma gangue de rua; líder dos marcianos (em Aventuras em Marte)
- Ricardo de Pascual: vários personagens; Pouco Pêlo; Soneca

## Sátira
"Chapolin não tem as propriedades extraordinárias dos super-heróis: é tonto, desastrado e medroso. Mas também é um herói porque supera o medo e enfrenta os problemas e é aí que estão o heroísmo e a humanidade".

—Roberto Gómez Bolaños
Chapolin Colorado surgiu para satirizar os heróis estadunidenses com seus "superpoderes" e fazer uma crítica social em relação à América Latina. É um herói "sem dinheiro, sem recursos, sem inventos sensacionais, débil e tonto". O personagem surgiu em um momento de grande visibilidade para a América Latina. A estreia da série, foi em 1970, ano da Copa do Mundo de Futebol, realizada no México. E, logo após a Olimpíada, sediada também na capital mexicana em 1968, a região foi palco de movimentos estudantis em protesto à Guerra Fria, disputa ideológica, militar e espacial, entre Estados Unidos e União Soviética. A influência estrangeira nos países latinos foi tema recorrente em "El Chapulín Colorado".
Chapolin se enche de patriotismo ao declarar que seus defendidos não precisam de "heróis importados". O "polegar vermelho" surgiu quando o povo da América Latina se deu conta a urgência de se ter um herói local. Na série, a hegemonia dos países industrializados no mundo subdesenvolvido é simbolizada por meio de "Super Sam". O personagem é o paradigma do poderio norte-americano e usa um uniforme semelhante ao do Superman – com direito ao famoso símbolo no peito do traje azul – e cartola com as cores da bandeira norte-americana. Como nunca fora chamado para ajudar alguém, suas aparições eram fruto da intromissão nas ações do Chapolin. As referências históricas nos episódios de "El Chapulín Colorado", como a alusão à Guerra Fria ("De los metiches líbranos señor") e à relação entre norte-americanos e latino-americanos ("Todos caben en un cuartito, sabiéndolos acomodar"), permeiam o trabalho de Roberto Gómez Bolaños em "El Chapulín Colorado", buscando satirizar uma época conturbada no mundo dos anos 60 e 70 e a fraqueza latino-americana, em contraposição ao individualismo estadunidense.

## Final da série
Quando Chespirito resolveu desistir de continuar fazendo seus programas, depois de mais de nove anos ininterruptos, produziu o antológico capítulo final do Chapolin, em 1979. O episódio recorda os melhores momentos da série e os atores Rubén Aguirre, Edgar Vivar e Florinda Meza conversam sobre o personagem criado por Chespirito. Eles dizem que o Chapolin é um herói humano, numeram suas virtudes e também relembram momentos da série. No final, Chespirito agradece ao público por tê-lo prestigiado durante mais de uma década, parabeniza seus amigos atores e também a equipe técnica, dando mais destaque ao diretor do programa, Enrique Segoviano. As últimas palavras do Chapolin Colorado em seu capítulo final foram, "Não contavam com minha astúcia!". Depois disso, mostra-se a equipe desmontando e esvaziando o cenário, como um adeus definitivo.
A série foi cancelada porque Chespirito sofreu um acidente durante as gravações, em que uma parte do cenário atingiu seu olho. Ele se recuperou, mas depois disso concluiu que estava perdendo a agilidade para fazer cenas de ação e por isso decidiu encerrar o programa solo do Chapolin. Nos anos 80 o personagem voltaria às telas, porém do mesmo jeito que começou, como um quadro do programa Chespirito, conhecido no Brasil como Clube do Chaves. No programa, o quadro passou a focar mais na comédia e a ter menos cenas de ação. A série só foi acabar definitivamente em 1992, quando o quadro parou de ser gravado. O motivo foi porque Chespirito achou que já estava velho demais para fazer o Chapolin, mesmo sem haverem tantas cenas de ação.

## Desenho animado

Logo do Desenho

Em 10 de março de 2015, no Facebook oficial do Chaves, eles mandaram um teaser em que aparecia o Chapolin nas sombras botando sua roupa, sem revelar o rosto, e aparece as letras próximamente… (tradução: em breve). A aparência do Chapolin no desenho é a mesma que teve em Chaves em desenho animado. O seu primeiro episódio foi O Anel Perdido, onde um homem perde um anel e culpa a empregada e ela chama o Chapolin.

## Exibição e repercussão
Em 1970, Chapolin estreou na programação da emissora Televisión Independiente de México, seguido pelo Chaves em 1972. Com as séries, a emissora obteve ótima aceitação do público, principalmente do infantil. O êxito em televisões mexicanas chamou atenção de empresários do ramo e assim passou a ser exibido na Guatemala e posteriormente passou a ser transmitido também no Equador, aceitação foi tanta que muitas outras emissoras latinas começaram a se interessar pelos seriados de Bolaños. As séries abriram as portas das televisões estrangeiras não só para Bolaños como para as produções mexicanas de uma maneira geral. Em 1973-79, a Televisión Independiente de México se fundiria ao Telesistema Mexicano que eram três canais e dessa união surgiu a Televisión Via Satélite, mais conhecida como Televisa, que desde então, ficou responsável pelo seriado. Hoje, a emissora é a maior realizadora e exportadora de telenovelas do mundo. Chapolin fez muito sucesso e foi o primeiro seriado de televisão produzido no México a ser vendido para exibição no exterior.
Ainda em 1973-79, as séries eram líderes em audiência em quase toda América Latina. No México, o sucesso do seriado foi tamanho que em 1975-79 chegou a registrar 60% de share (valor de referência que indica a quantidade de televisores sintonizados em um canal, em comparação com o total de televisores ligados). E conforme foram se tornando conhecidos, os personagens iam consolidando suas características.

### No Brasil
A estreia de Chapolin ocorreu às 18h de 20 de agosto de 1984, no programa TV Pow, apresentado por Paulo Barboza. Já Chaves estreou quatro dias depois, em 24 de agosto de 1984, também dentro do programa TV Pow e apresentado por Paulo Barboza às 18h. Chapolin estreou no Brasil com a exibição do episódio "Aristocratas vemos, gatunos não sabemos", de 1978, em que Ramón Valdés é um conde que rouba selos do personagem interpretado por Carlos Villagrán. A aceitação foi ótima, e em 1990 foi comprado um novo lote, de cerca de sessenta episódios. Chapolin, então, passou a ser exibido em horário nobre, às 21h, em 76 episódios comuns nas noites do SBT. A Editora Globo lançou a revista em quadrinhos do seriado, assim como a do seriado Chaves, e o herói era grafado como "Chapolim". Em 1993, a abertura original é substituída por uma feita pelo próprio SBT. No decorrer dos anos, o horário de exibição do seriado mudou diversas vezes, e passou até a ser transmitido duas vezes por dia.
Em uma espécie de homenagem da parte de Os Trapalhões, num episódio do quadro "Trapa Hotel", Mussum usa uma roupa igual a do Chapolin, mas de cor preta e usando uma marreta como aquelas usada por peões de obra, usando o nome de Chapolón Preto. A Tectoy lançou o jogo Chapolim x Drácula: Um duelo assustador para Master System, que era uma adaptação autorizada do jogo Ghost House.
O seriado deixou de ser exibido nacionalmente pelo SBT em 1999. A partir de 2000 até 2017, foi transmitido apenas em São Paulo e no sinal da parabólica digital, passando por diversas interrupções na programação do canal. Em agosto de 2000, saiu do ar pela primeira vez devido ao horário político obrigatório, sendo substituída pelo seriado Os Simpsons. Em fevereiro de 2001, a série retornou aos sábados do SBT, mas saiu no mês seguinte, sendo substituída por Um Maluco no Pedaço.
Em dezembro de 2001, voltou ao ar diariamente e saiu novamente em fevereiro de 2002, após o SBT aumentar a duração do programa Festolândia. Em 30 de dezembro de 2002, a série voltou ao ar diariamente, permanecendo até julho de 2003, quando foi substituída por Família Dinossauros. Em setembro de 2003, a série retornou diariamente, mas foi retirada do ar após apenas três semanas, sendo substituída por Scooby-Doo.
Permaneceu fora da grade de programação do SBT por mais de dois anos, retornando em 12 de novembro de 2005, aos sábados. Durante essa exibição aos sábados, o canal apresentou vários episódios perdidos e até mesmo alguns inéditos no Brasil. Essa transmissão continuou até 17 de março de 2007, quando a série saiu novamente do ar, sendo substituída por Eu, a Patroa e as Crianças. Após mais de um ano fora do ar, a série retornou diariamente no SBT em 30 de junho de 2008, permanecendo até maio de 2009. Em 3 de janeiro de 2011, a série voltou a ser exibida pelo SBT, mas saiu novamente no final do ano.
Em 18 de fevereiro de 2013, o SBT voltou a exibir o seriado. Nesta exibição também foram mostrados vários episódios que estavam perdidos. Porém, foi retirado do ar no dia 9 de março do mesmo ano.
Em 2014, durante o horário eleitoral, o SBT exibe os episódios de Chapolin através do canal da emissora no YouTube. O programa foi novamente exibido no SBT, entre 5 de janeiro e 28 de fevereiro de 2015, de segunda a sábado, às 13h30. A exibição do seriado foi cancelada e no lugar voltou a ser exibida As Visões da Raven, o que gerou forte revolta por parte dos fãs do Chapolin.
A série voltou a ser exibida pelo SBT, entre 02 de janeiro de 2017 a 09 de junho de 2017, de segunda a sexta, no Clube do Chaves, a partir das 13h45. Até meados de 2017, a série foi disponibilizada no Netflix juntamente com o seriado Chaves. Além do Brasil, México, Argentina, Colômbia, Panamá, Costa Rica e Estados Unidos também tiveram a série disponível no serviço de streaming de vídeos. Em 2019, as obras de Chespirito foram adquiridas e exibidas no Amazon Prime Video. Entre 2017 e 2020, a exibição do seriado no SBT ficou restrito a exibições locais em algumas praças.
Em 2018, foi anunciado que o seriado seria exibido no canal pago Multishow, trazendo também episódios inéditos. A estreia ocorreu a 21 de maio, sendo exibida de segunda a sábado, às 23h30, com reprises de terça a sábado às 13h. O Multishow então passou pelos meses seguintes episódios que até então eram inéditos no Brasil e sagas que haviam ficado por anos incompletas e enfim foram ao ar. A série foi ao ar pela primeira vez de forma completa e se encerrou finalmente no dia 6 de fevereiro de 2019, depois de trinta e cinco anos após sua estreia no Brasil.
Em 1º de janeiro de 2024, foi oficialmente anunciado que o SBT estava em negociações avançadas com a Televisa e o Grupo Chespirito para viabilizar o retorno dos seriados Chaves, Chapolin e Programa Chespirito à programação televisiva.  As tratativas visavam não apenas a exibição na televisão, mas também a disponibilização dessas amadas séries no aguardado serviço de streaming +SBT, cujo lançamento aconteceu em agosto de 2024 e substituiu a plataforma SBT Vídeos.
Em 7 de setembro de 2024, o imbróglio entre a Televisa e o Grupo Chespirito foi finalmente resolvido e o retorno da série foi anunciado para o mundo inteiro com a disponibilização de todos os episódios no Vix a partir do dia 16 do mesmo mês. O retorno no Brasil está previsto para outubro, reativando os contratos suspensos em 2020.

#### Classificação indicativa
Inicialmente teve classificação "livre para todos os públicos". Em 27 de dezembro de 2024, a série foi reclassificada pelo Ministério da Justiça para "não recomendado para menores de 12 anos", por apresentar drogas lícitas e violência (como bullying, exposição de pessoas em situações constrangedoras e atos de preconceito). O órgão do governo brasileiro recomendou que a série seja exibida no horário noturno da TV aberta, a partir de 22h, e na noite do mesmo dia, o SBT apresentou a nova faixa de classificação indicativa no início da exibição da série.

#### Transmissões locais no SBT
Desde 1999, o programa não era exibido em rede nacional, gerando protestos dos fãs. Até 2017, o seriado era exibido apenas para o SBT São Paulo. Até 2020, foi exibido localmente apenas para o SBT RS, SBT Brasília, SBT Pará e algumas outras afiliadas da rede.
Desde 2019 era exibida em algumas praças do SBT na faixa local das 13h30. Surpreendentemente, no dia 8 de outubro de 2019, o SBT RS exibiu o último episódio da série, além de um teaser inédito da substituta original La Chicharra, exibida pelo canal TLN Network com a dublagem original.Voltou a ser exibido em rede nacional no dia 2 de maio de 2020, dentro do Clube do Chaves. Em janeiro de 2020, o Chapolin retornou pelo SBT Brasília sendo exibido de segunda a sexta, entre as 14h40 e às 15h10. Em 31 de julho de 2020, a série é exibida pela última vez nas praças do SBT. A razão se trata do impasse entre a Televisa e o Grupo Chespirito quanto aos direitos de exibição, ocasionando na não renovação do acordo entre o grupo e a emissora mexicana. Além do SBT, o Multishow também deixou de exibir a série no mesmo dia, pela falta de acordo.
Em outubro de 2024, é anunciado o retorno de Chapolin Colorado à programação do SBT após um hiato de mais de quatro anos, desde sua última exibição em julho de 2020. O seriado foi incluído na programação especial do Feriadão SBT em comemoração ao Dia das Crianças, em 12 de outubro às 13h15. No entanto, a exibição de Chapolin não foi transmitida nacionalmente, uma vez que a faixa de horário das 13h15 às 14h é reservada às  afiliadas do SBT, que podem optar por conteúdos locais.

#### Retorno para rede nacional
Em 9 de dezembro de 2024, o seriado retorna à grade do SBT em rede nacional após 25 anos de ausência. Desde 1999, a série não era exibida para todo o Brasil, sendo transmitida apenas em horários e regiões limitados. Até o dia 4 de julho de 2025, o programa ocupava o horário das 22h, substituindo a reprise de As Aventuras de Poliana. A volta de Chapolin foi parte de uma reformulação na programação da emissora, apresentada como uma homenagem a Silvio Santos, falecido em 2024.

#### Outras mídias
Para além das emissoras de TV, Chapolin também já esteve presente em serviços de streaming, como a Netflix e Prime Vídeo, porém em 2020 deixou o catálogo devido ao impasse entre a Televisa e o Grupo Chespirito. Desde 21 de julho de 2025, a série retornou ao Prime Vídeo, em 240 episódios, com uma redublagem nos episódios que anteriormente tinham sido dublados pelo Multishow em 2018. 
Voltou a estar disponível também no Globoplay desde 21 de julho de 2025. Voltou a ser reprisado também pelo Multishow, que já havia exibido a série entre 2018 e 2020. 

## Legado
O criador de Os Simpsons, Matt Groening declarou que ele criou o personagem Bumblebee Man depois de assistir Chapolin na televisão em um motel na fronteira Estados Unidos-México. Os fãs de Simpsons às vezes chamam o personagem de Chespirito, embora Bumblebee Man só seja baseado em um de seus personagens. Também deve ser mencionado que muitos personagens de Os Simpsons desfrutam do show de Chespirito / Bumblebee Man; o comediante Krusty, o Palhaço (que por sua vez é uma paródia do Bozo) assistiu a uma piada e observou em admiração: "tenho de roubar esse bocado". O Show do Bumblebee Man também apresenta personagens semelhantes a Dona Florinda e Quico (com o inevitável bigode mexicano estereotipado), bem como Chómpiras. No entanto, não existe qualquer semelhança real entre o personagem de Bumbleblee Man e Chapolin.
A Marvel Comics lançou, dentro do novo título dos Campeões, a super-heroína Red Locust, criada por Mark Waid e Humberto Ramos como uma homenagem ao Chapolin; o nome dela significa "gafanhoto vermelho".
Smile Man, personagem da série de mangá e anime One Punch Man é baseado no personagem de Chespirito, possuindo um uniforme vermelho e amarelo e seu estilo de luta semelhante, inclusive possuindo uma marreta como sua arma principal.
Em 2017, a websérie Mônica Toy lançou os curtas Chave do Amor e A Buzina, em homenagem a Chaves e a Chapolin.
Em 2019, a Playtronic lançou o game para Android do Chapolin, chamado Chapolin Colorado – The Minigame.
O filme Blue Beetle (2023), parte do universo de filmes da DC, traz uma homenagem a El Chapulín Colorado na forma de uma animação original em 3D. O diretor Angel Manuel Soto e o roteirista Gareth Dunnet-Alcocer incorporaram a homenagem por terem assistido ao seriado original enquanto cresciam.